# Alserio
Alserio ist eine Gemeinde mit 1369 Einwohnern (Stand 31. Dezember 2023) in der italienischen Provinz Como in der Region Lombardei.

## Geographie
Sie liegt etwa 35 km nördlich von Mailand und etwa 10 km südöstlich von Como im nordwestlichen Teil der Provinz Monza und Brianza am Lago di Alserio. Die Gemeinde gehört zum Regionalpark des Lambro-Tals.
Die Gemeinde grenzt an Albavilla, Anzano del Parco, Monguzzo und Orsenigo.

## Geschichte
Im Mittelalter gehörte Alserio zu dem Gebiet, das die Visconti aus Mailand im 15. Jahrhundert der Familie Dal Verme als Lehen gaben. Danach gehörte es den Familien Giussani, Archinti (1682) und Imbonati (1689). Der Ort wurde 1402 zum ersten Mal unter dem Namen Conservio erwähnt. In den „Statuti delle acque e delle strade del contado di Milano“ aus dem Jahr 1346 wird Alserio zur Pieve Incino gezählt und unter den Orten, die für die Erhaltung der „strata de Niguarda“ zuständig sind, als „el locho de Conserio“ aufgeführt (1346). Im Jahr 1441 wurde Alserio mit der gesamten Gemeinde Incino, in der es sich befand, von Herzog Filippo Maria Visconti an die Grafen Dal Verme als Lehen vergeben. Aus der Urkunde des Notars Carlo Galimberti vom 2. Juli 1498, die das Protokoll der Versammlung der „vicinantia“ der Gemeinde Conservio darstellt, geht hervor, dass die Einwohner beim Glockenschlag und in Anwesenheit des Konsuls in die Kirche von Conservio einberufen wurden, um über Angelegenheiten zu beraten, die für die Gemeinde von Interesse waren, darunter die Ernennung von Bürgermeistern und Prokuratoren. In den Registern des Grundbuchs des Herzogtums Mailand von 1558 und den nachfolgenden Aktualisierungen von 1590 und dem 17. Jahrhundert ist Alserio noch in derselben Pieve enthalten, wo es auch 1644 noch zu finden ist (1644). Es war Teil des Lehns von Lurago, das 1656 an den Grafen Claudio Giussani vergeben wurde. Später, im Jahr 1689, wurde Alserio ein Lehen des Grafen Nicolò Imbonati. Im „Compartimento territoriale specificante le cassine“ von 1751 gehörte Alserio noch zum Herzogtum Mailand, zur Gemeinde Incino, und sein Gebiet umfasste auch die Cassinaggi von Galbera, Ginasca, Galbera (andere), „La Cà“, Tassera (1751). Aus den Antworten auf die 45 Fragen der Volkszählungsbehörde von 1751 geht hervor, dass die Gemeinde mit dem Grafen Francesco Imbonati belehnt war, dem die Gemeinde keine Abgaben leistete. Die 305-Seelen-Gemeinde hatte keine Räte, sondern berief die Bevölkerung zu einer öffentlichen Versammlung ein, um Entscheidungen zu treffen. Für die Verwaltung hatte die Gemeinde einen Konsul und einen Kanzler, der ein Jahresgehalt bezog. Nur ein einziger Steuereinnehmer war für die Erhebung der Steuern und die Zahlung der Ausgaben zuständig, und er wurde von einer öffentlichen Versammlung ernannt. Die Gemeinde unterstand damals der Gerichtsbarkeit eines feudalen Podestà, dem sie ein jährliches Gehalt zahlte, sowie der Mailänder Strafbank. Der Konsul schwor den beiden Jusdicents einen Eid. Alserio, das noch zur Gemeinde Incino gehörte, erscheint im „Verzeichnis der Gemeinden und Gemeinschaften des Staates Mailand“ von 1753 und gehörte noch zum Herzogtum Mailand.
Nach dem vorübergehenden Zusammenschluss der lombardischen Provinzen mit dem Königreich Sardinien wurde die Gemeinde Alserio mit 673 Einwohnern, die von einem 15-köpfigen Gemeinderat und einem 2-köpfigen Stadtrat verwaltet wurde, auf der Grundlage der durch das Gesetz vom 23. Oktober 1859 festgelegten Gebietsaufteilung in den Bezirk XI von Erba, Bezirk I von Como, Provinz Como, eingegliedert. Bei der Gründung des Königreichs Italien im Jahr 1861 hatte die Gemeinde 683 Einwohner (Volkszählung 1861). Nach dem Gemeindegesetz von 1865 wurde die Gemeinde von einem Bürgermeister, einer Junta und einem Rat verwaltet. Im Jahr 1924 wurde die Gemeinde in den Bezirk Como der Provinz Como eingegliedert. Nach der Gemeindereform im Jahr 1926 wurde die Gemeinde von einem Podestà verwaltet. Nach der Gemeindereform von 1946 wurde die Gemeinde Alserio von einem Bürgermeister, einer Junta und einem Rat verwaltet. Im Jahr 1971 hatte die Gemeinde Alserio eine Fläche von 189 Hektar.

## Bevölkerungsentwicklung

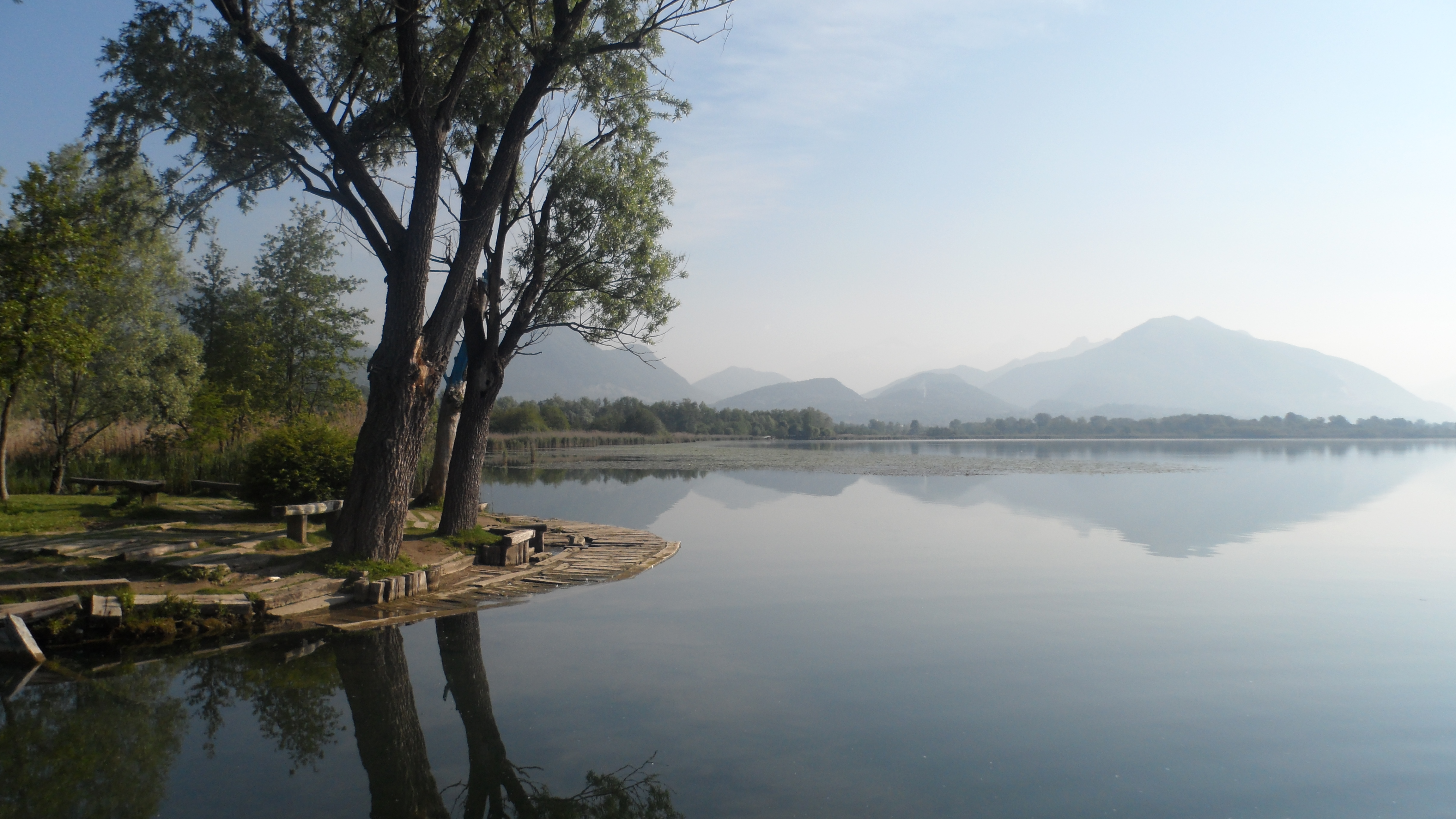
Alserio See

## Kultur und Sehenswürdigkeiten
- Die Pfarrkirche San Clemente ist barock ausgeschmückt. Sie wurde  als Pfarrkirche von Carlo Borromeo geweiht und datiert 1580–1584. Das Gebäude wird als aus dem zwölften Jahrhundert berichtet und beherbergt das Grab des Grafen Carlo Imbonati, ehemaliger Lehnsherr von Alserio[2]
- Die Villa Tassera[3] oder Villa Kramer im englischen Landhausstil, auch als Villa Adelaide bekannt. Die Villa umfasst das luxuriöse Haus von 1844 bis 1845, eine Dependance, die Pförtnerloge, die Stallungen und die Kapelle Santa Maira della Neve. Der Garten der Villa wird von der Oberaufsicht geschützt. Das Land, in dem sich die Villa befindet, gehörte zum Ospedale Maggiore von Mailand; 1456 kaufte Carlo Imbonati sie; 1844 folgte der Baron Giuseppe Patroni den Imbonati und er baute die Villa dem Architekten Luigi Chierichetti, der daran erinnert, ein Tudor-Haus des 17. Jahrhunderts mit eklektischen Dekorationen, Neo-Gotik, Neobarock und Arabesken zu vereinfachen.